# لاميون نيبالي
لاميون نيبالي (الاسم العلمي: Lamium nepalense) هو نوع من النباتات يتبع جنس اللاميون من الفصيلة الشفوية.